# Louis Melville Milne-Thomson
Louis Melville Milne-Thomson   (Ealing, 1 de maig de 1891 - Sevenoaks, 21 d'agost de 1974) va ser un matemàtic anglès.

## Vida i Obra
Fill d'un metge militar, va patir de nen un atac de polio que li va esguerrar un braç i el va deixar coix, inútil doncs pel servei militar. Va ser escolaritzat al Clifton College de Bristol on, en acabar el 1909, va obtenir una beca pel Corpus Christi College de la universitat de Cambridge en la qual es va graduar en matemàtiques el 1913.
El 1914 va ser nomenat professor del Winchester College (Hampshire) on va romandre fins al 1921 en que va passar a ser professor del Royal Naval College de Greenwich. Es va retirar el 1956 amb 65 anys i, a continuació, va començar una série de viatges pels Estats Units fent de professor visitant a diverses universitats com les d'Arizona, de Brown o de Wisconsin. El 1971 es va retirar definitivament i va fixar la seva residència a Sevenoaks (Kent) on va morir tres anys després.
La obra de Milne-Thomson té tres etapes diferenciades. La primera (fins a 1933 aproximadament) va estar dedicada a la confecció i publicació de taules matemàtiques, sol o conjuntament amb Leslie Comrie; el 1933, amb la publicació del seu llibre The calculus of finite differences, va donar per acabada aquesta etapa. A partir de llavors es va dedicar a estudiar problemes de dinàmica, molt relacionats amb les classes que donava de construcció naval a Greenwich. Com a resultat d'aquests estudis va publicar dos llibres que es van fer molt famosos: Theoretical Hydrodynamics (1938) i Theoretical Aerodynamics (1948). Finalment, mentre era a Wisconsin, es va interessar pels sistemes elàstics, publicant novament dos llibres que es van fer imprescindibles: Plane Elastic Systems (1960) i Antiplane Elastic Systems (1962).
D'aquestes últimes etapes dedicades a les matemàtiques aplicades sobresurten les seves aportacions més originals: el teorema del cercle de Milne-Thomson i el mètode de Milne-Thomson per trobar funcions holomorfes.